# Villa Boge

Die Villa Boge gegenüber dem Eitorfer Bahnhof

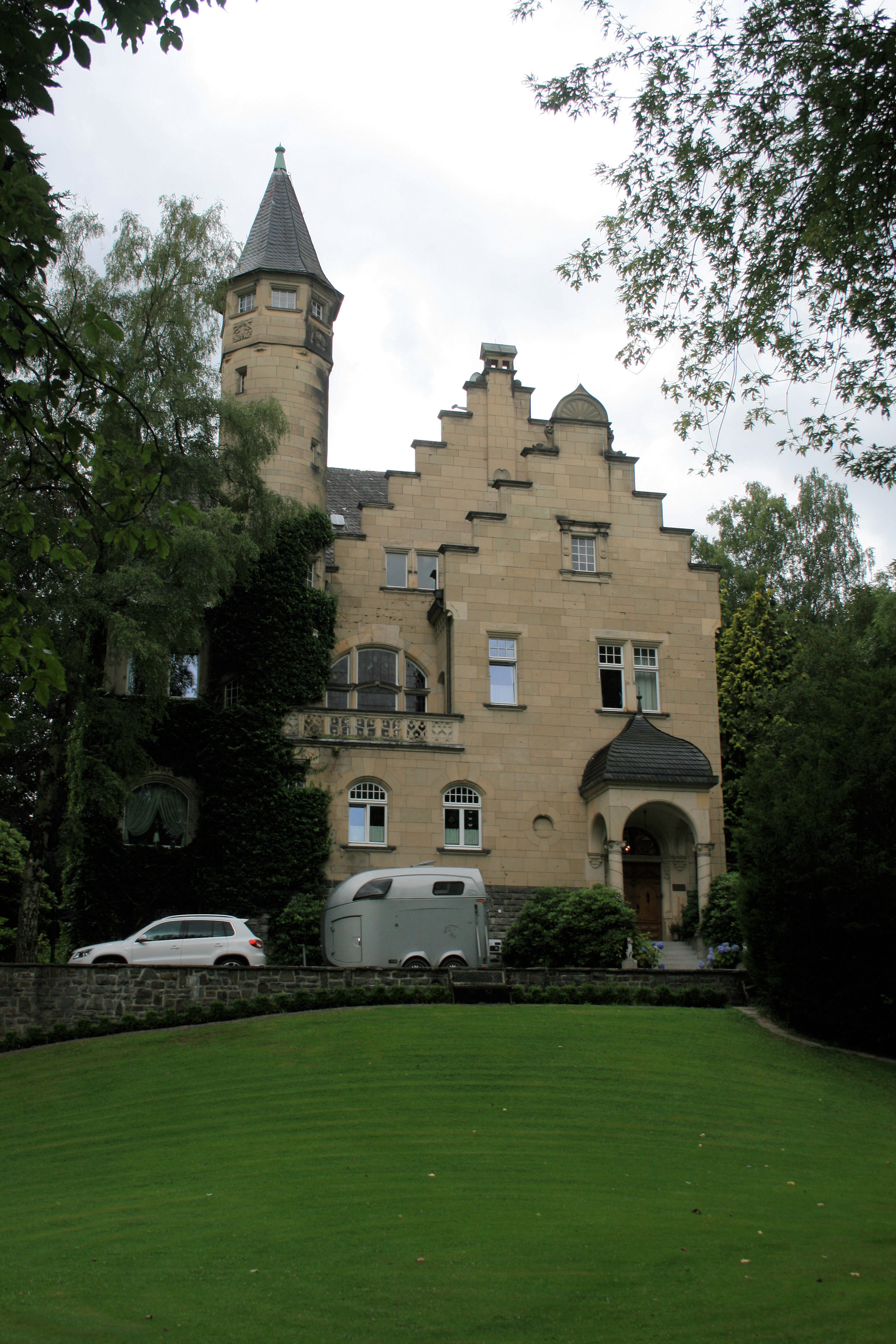

Die Villa Boge ist eine wilhelminische Fabrikantenvilla in Eitorf.
Die Villa wurde 1904 von Adolf Gauhe erbaut, dem Bruder von Julius Gauhe. Um 1930 wurde die Villa an Adolf Boge verkauft und seitdem nach diesem benannt. Nachdem hier jahrelang Verwaltungsbüros der Fa. Boge untergebracht waren, ist die Villa heute wieder in Privatbesitz. Der große Park wurde teilweise bebaut, bietet aber noch ausreichend Raum, um den repräsentativen Bau wirken zu lassen.
Die alljährliche Weihnachtsdekoration am Gebäude ist weithin sichtbar und fand mehrfach überregionale Beachtung.

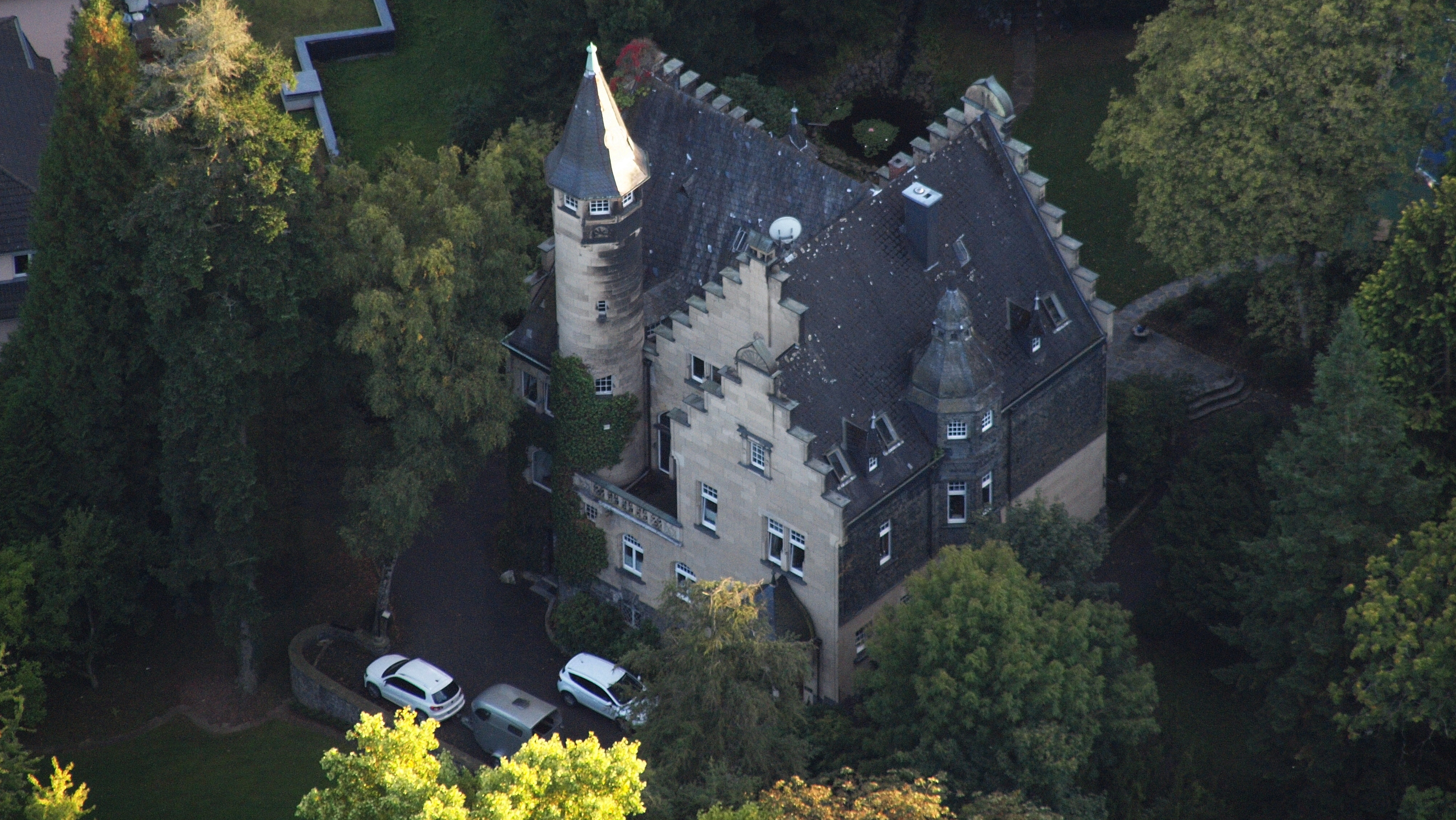
Eitorf, Villa Boge